# 1948 год в театре
1948 год в театре

## События

### Новые театры
В послевоенной Польше, в городе Вроцлав основан Teatr Młodego Widza (впоследствии — Современный театр).

### Постановки
- постановка пьесы Александра Галича и Константина Исаева «Вас вызывает Таймыр» (первая публикация в журнале «Огонёк» № 22, март 1948):
  - март — Ленинградский государственный театр комедии, режиссёр Эраст Гарин;
  - май — Московский театр сатиры, режиссёр Андрей Гончаров.
- 6 октября, Нью-Йорк — премьера пьесы Теннесси Уильямса «Лето и дым» в бродвейском Music Box Theatre. Главные роли исполнили Тод Эндрюс, Маргарет Филипс, Моника Бояр и Энн Джексон. Постановка выдержала 102 представления.
- 23 декабря, Лондон — премьера балета «Золушка» в постановке Фредерика Аштона, «Балет Сэдлерс-Уэллс» на сцене театра «Ковент-Гарден» (Золушка — Мойра Ширер, Принц — Майкл Сомс[англ.], Шут — Александр Грант, сёстры Золушки — Роберт Хелпман и Фредерик Аштон).
- Премьера А. В. Софронова «Московский характер» в Саратовском театре имени Карла Маркса (режиссёр А. Л. Грипич)[1].

## Деятели театра

### Родились
- 3 января, Караганда — Владимир Стеклов, актёр театра и кино, народный артист России (2001).
- 12 января, Таллин — Наталья Сайко, советская и российская актриса театра и кино, заслуженная артистка РСФСР (1989).
- 27 января, Рига — Михаил Барышников, артист балета, балетмейстер и актёр.
- 23 февраля, Ленинград — Александр Романцов, актёр театра и кино, заслуженный артист России (1994).
- 1 марта, Вена — Ирина Купченко, актриса театра и кино, народная артистка РСФСР (1989).
- 28 марта — Анатолий Шаляпин, актёр театра и кино, заслуженный артист России (2001).
- 9 апреля, Мец — Бернар-Мари Кольтес, французский драматург.
- 10 июля, Москва — Наталья Седых, актриса театра и кино, артистка балета Большого театра.
- 18 августа, Магадан — Юрий Демич, актёр театра и кино, заслуженный артист РСФСР (1982).
- 25 августа, Москва — Наталья Гундарева, актриса театра и кино, Народная артистка РСФСР (1986).
- 26 августа, Банска Штьявница, Чехословакия — Магда Вашариова, словацкая актриса театра и кино.
- 10 сентября, Москва — Игорь Костолевский, актёр театра и кино, народный артист России (1995).
- 14 сентября, Тюмень — Александр Аржиловский, советский актёр театра и кино.

### Скончались
- 12 января, Минск — Соломон Михоэлс, актёр, режиссёр и педагог, главный режиссёр Московского еврейского театра, руководитель Еврейского антифашистского комитета, Народный артист СССР (1939), лауреат Сталинской премии (1946). Был убит на даче Лаврентия Цанавы в Степянке сотрудниками МГБ СССР по личному указанию Сталина.
- 13 марта, Ленинград — Юрий Юрьев, актёр и театральный педагог, народный артист СССР (1939), лауреат Сталинской премии (1943).
- 28 апреля — Режё Брада, венгерский артист балета, хореограф, балетмейстер.
- 18 августа, Москва — Михаил Тарханов, актёр, режиссёр и педагог, народный артист СССР (1937), лауреат Сталинской премии (1943).
- 16 ноября — Юзеф Давидович Чарский, русский советский театральный актёр. Народный артист Азербайджанской ССР (1940).
- 13 декабря — Захария Барсан, румынский актёр, театральный деятель и драматург.
- Мааруф Ахмед Арнаут, сирийский арабский драматург.